# Wanda Tinasky
Wanda Tinasky ist das Pseudonym einer unbekannten Person, deren Leserbriefe von 1983 bis 1988 regelmäßig in kalifornischen Lokalzeitungen abgedruckt wurden. Bis heute ist ihre Identität nicht geklärt.

## Briefe
Der erste Brief erschien im April 1983 im Mendocino Commentary, weitere wurden später im Anderson Valley Advertiser abgedruckt. Darin beschrieb sich Tinasky als über achtzigjährige Obdachlose belarussisch-jüdischer Abstammung, die unter den Brücken des kalifornischen Mendocino County lebte und den Anderson Valley Advertiser durchaus auch als Unterwäscheersatz schätzte.
Die Briefe waren von erstaunlicher literarischer und humoristischer Qualität. Tinasky war offensichtlich sehr belesen (nach eigener Aussage las sie seit 60 Jahren Reader’s Digest), verbreitete sich unter anderem wiederholt über die Theologie Nikolaus’ von Kues und die Unfähigkeit lokaler Literaturgrößen.

## Autorschaft
Schon nach den ersten Briefen kamen Spekulationen auf, wer der Urheber dieser Briefe sei. Viele vermuteten den zurückgezogen lebenden Thomas Pynchon, andere den nicht minder publikumsscheuen William Gaddis hinter den Briefen. Tatsächlich lebte Pynchon zu der Zeit wohl in Kalifornien; die Handlung seines 1990 erschienenen Romans Vineland spielt unter anderem im Anderson Valley. Er dementierte jedoch seine angebliche Autorschaft über seine Agentin und Ehefrau Melanie Jackson. Einem älteren, heute widerlegten Gerücht zufolge handelte es sich bei Gaddis und Pynchon ohnehin um ein und dieselbe Person – Tinasky selbst behauptete dies in einem Brief vom 21. August 1985.
1998 nahm sich der Anglistikprofessor Donald Wayne Foster der Briefe an. Er hatte zuvor den Newsweek-Redakteur Joe Klein als Autor des anonym verfassten Schlüsselromans Primary Colors (dt. Mit aller Macht) enttarnt, der die Clinton-Regierung behandelt. Foster behauptete, der obskure, 1988 verstorbene Beatschriftsteller Tom Hawkins sei der Autor der Briefe. Keine dieser Behauptungen lässt sich bis heute letztgültig nachprüfen.

## Werk
- The Letters of Wanda Tinasky. Vers Libre Press, 1996, ISBN 0-9652881-0-2.